# Athina Onassis

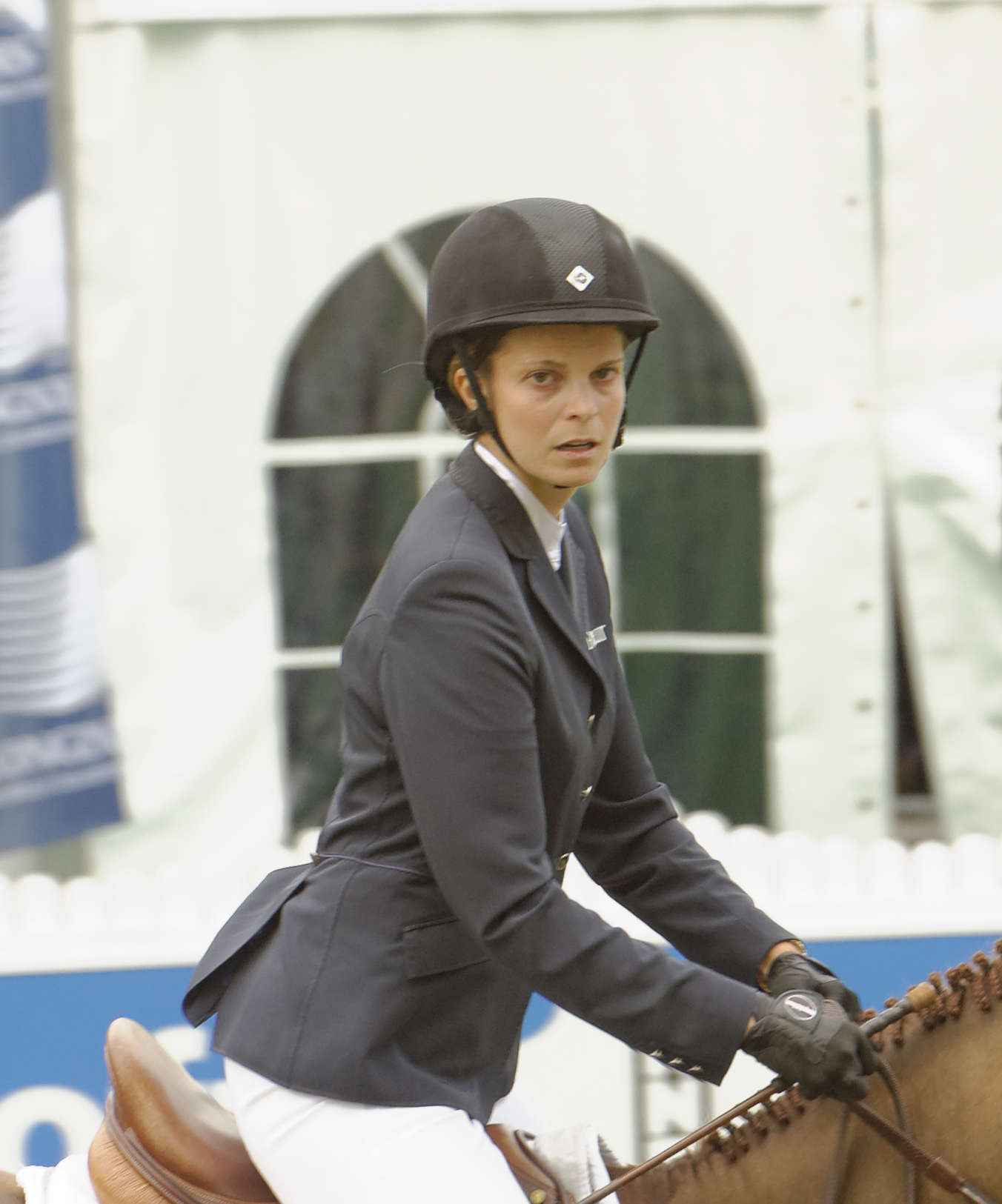
Athina Onassis de Miranda (2013)

Athina Hélène Onassis, griechisch Αθηνά Ωνάση (* 29. Januar 1985 in Neuilly-sur-Seine, Frankreich), Geburtsname Athina Hélène Roussel (Αθηνά Ρουσσέλ), ist eine französisch-griechische Unternehmenserbin und Springreiterin. Sie ist die Enkelin des griechischen Reeders Aristoteles Onassis (1906–1975).

## Leben
Athina Onassis ist die Tochter von Christina Onassis, der einzigen Tochter des griechischen Reeders Aristoteles Onassis, und deren Mann Thierry Roussel. Im Unterschied zu ihrer prominent lebenden Familie wuchs Athina weitgehend abgeschirmt von der Öffentlichkeit auf. Ihre Mutter starb, als sie dreieinhalb Jahre alt war.
Am 29. Januar 2003 trat sie im Alter von 18 Jahren das Erbe des auf mehrere Milliarden Euro geschätzten Vermögens ihres Großvaters an, das nach dessen Tod 1975 an ihre Mutter Christina, die Alexander-Onassis-Stiftung sowie ihre Stiefgroßmutter Jacqueline Kennedy Onassis gegangen war.
Am 3. Dezember 2005 heiratete sie den brasilianischen Springreiter Álvaro Affonso de Miranda Neto (Doda de Miranda) in São Paulo. In dieser Zeit nahm sie den Nachnamen Onassis de Miranda an. Im Jahr 2016 trennte sich das Paar, die Scheidung erfolgte im Herbst 2017.
Sie ist selbst als Springreiterin aktiv und Schirmherrin für die derzeit bedeutendste Turnierserie für Springreiter (Einzelwertung) in der „grünen Saison“, die Global Champions Tour.

## Springreiterin

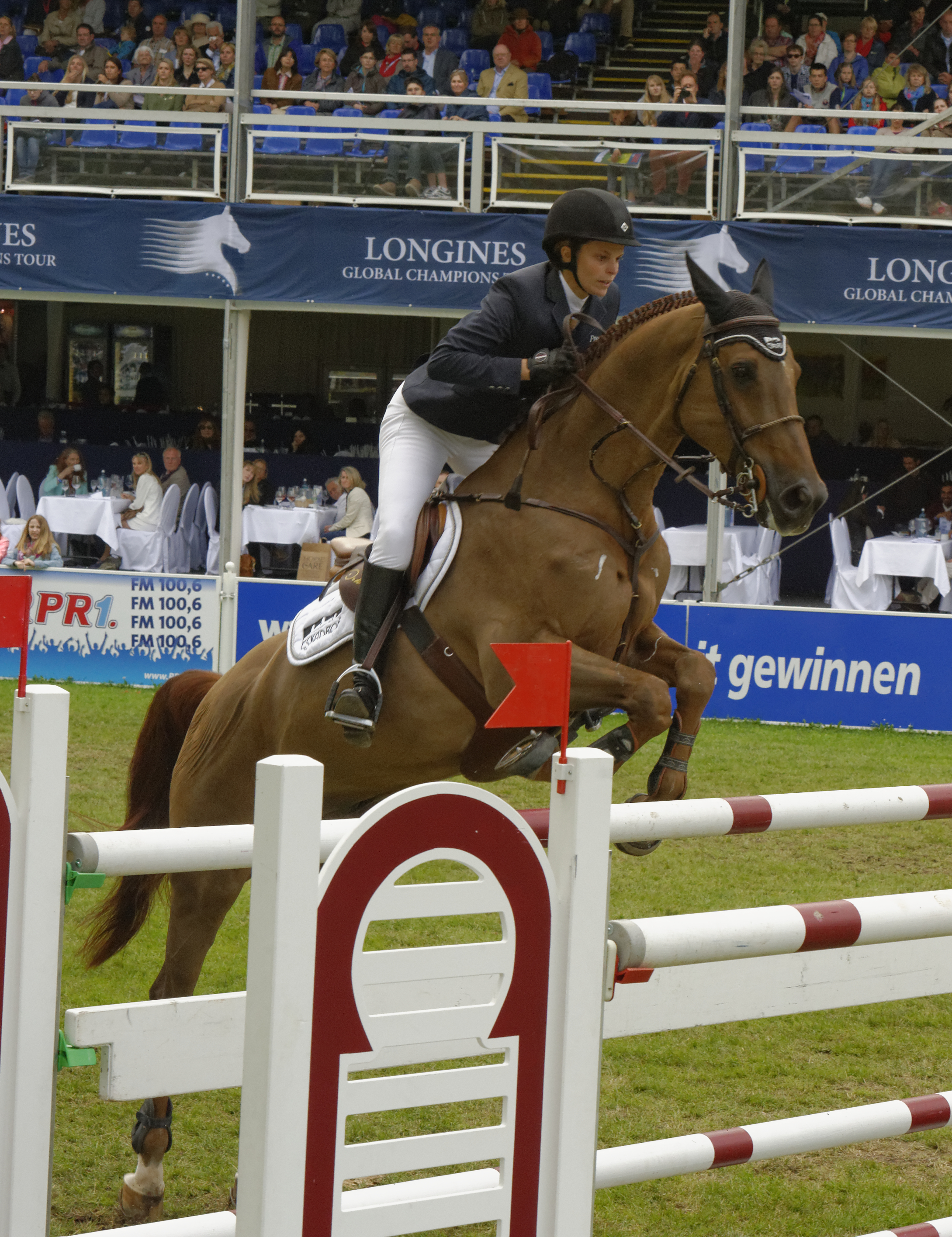
Athina Onassis de Miranda mit Babouche beim PfingstTurnier Wiesbaden 2013 (CSI 5*)

Athina Onassis tritt seit Anfang 2006 auch als Springreiterin bei internationalen Turnieren für Griechenland an. Nachdem sie zunächst überwiegend kleinere CSI-Turniere sowie bei kleinen und mittleren Touren großer CSI-Turniere ritt, bestreitet sie seit 2011 auch die Hauptprüfungen bei CSI 5*-Turnieren.
Im Jahr 2007 erreichte sie mit Welcome du Petit Vivier den vierten Platz im Großen Preis des CSI 1* im belgischen Wisbecq. Im Jahr 2009 wurde sie mit dem gleichen Pferd Dritte im Großen Preis des CSI 2* im spanischen Valencia (kleine Tour im Rahmen des Global Champions Tour-Turniers).
Im November 2012 stürzte Athina Onassis beim Training schwer und zog sich Verletzungen an zwei Halswirbeln zu. Das Rückenmark blieb nach Aussage ihres Ehemannes dabei jedoch unverletzt. Ab Januar 2013 nahm sie wieder an Turnieren teil. Im August 2013 nahm sie erstmals an Europameisterschaften teil und erreichte in der Einzelwertung mit Camille Z den 14. Platz. Ein Jahr später trat sie auch bei den Weltreiterspielen 2014 an und kam mit Camille Z auf den 66. Rang der Einzelwertung.
Mit Babouche und Welcome du Petit Vivier gab sie zwei ihrer Erfolgspferde als Lehrpferde an Doda de Mirandas Tochter Viviane de Miranda ab, die mit diesen 2015 erstmals internationale Prüfungen (mit einer Hindernishöhe bis zu 1,20 Meter) bestritt. Im Gegenzug erwarb sie unter anderem die Stute Contanga, mit der André Thieme zuvor den 1.000.000 US-$-Grand Prix in Ocala gewonnen hatte und auch im Großen Preis von Aachen platziert war.

### Pferde
- aktuell:
  - Contanga (* 2004), Oldenburger Springpferd, braune Stute, Vater: Catoki, Muttervater: Contango; bis Mai 2015 von André Thieme geritten[11]

- ehemalige Turnierpferde:
  - AD Babouche (* 2000, ursprünglich Babouche van het Gehucht Z), fuchsfarbener Zangersheider Wallach, Vater: Baloubet du Rouet, Muttervater: Aldato; bis Juli 2007 von Álvaro Affonso de Miranda Neto geritten, seit 2015 von Viviane de Miranda geritten[12][13]
  - AD Camille Z (* 2003, † 2014), Zangersheider Schimmelstute, Vater: Cumano, Muttervater: Clinton[14][15][16]
  - AD Welcome du Petit Vivier (* 1999, † 2016), brauner belgischer Warmblut-Wallach, Vater: Flamenco de Semilly, Muttervater: Nonstop; zuvor von Edwina Alexander geritten, ab 2015 von Viviane de Miranda geritten, bei einem Verkehrsunfall im Mai 2016 gestorben[17][13][18]